# Mira Murati
Mira Murati (albanès: Ermira Murati)  (Vlorë, 16 de desembre de 1988) és una desenvolupadora de programari albanesa resident als Estats Units. Com a CTO (directora de tecnologia) d'OpenAI, va participar en el desenvolupament de ChatGPT i DALL-E. The Times la cita com «la creadora de ChatGPT».

## Trajectòria
Mira Murati es va llicenciar en Enginyeria Mecànica en el Dartmouth College, i després va fer pràctiques d'estiu com a analista en Goldman Sachs. El 2012 va treballar com a enginyera en l'empresa aeroespacial francesa Zodiac Aerospace. Més tard va ser nomenada cap de producte en Tesla per al seu vehicle Model X. Després va treballar com a vicepresidenta de Producte i Enginyeria en Leap Motion, una empresa de programari i maquinari que fabrica controladors que permeten la manipulació d'objectes digitals amb els moviments de les mans quan s'està connectat a un PC o un Mac. A Leap Motion va llançar també un nou programari dissenyat per al seguiment de la mà en la realitat virtual.
El 2023, com a directora de tecnologia d'OpenAI i el seu equip, va crear ChatGPT, una intel·ligència artificial (IA) que genera obres d'art a partir de pautes donades. El 2022 es va prellançar ChatGPT, un robot de text entrenat per a mantenir converses i redactar textos. Mira Murati creu que el ChatGPT és una oportunitat per a l'educació, encara que cal establir normes i límits en el seu ús quotidià. Opina que han de ser els governs els qui regulin l'ús de la intel·ligència artificial i no les empreses i que els filòsofs, humanistes, artistes i científics socials han de participar en la reflexió col·lectiva sobre aquest tema.
El 25 de setembre de 2024 va anunciar que abandonava el projecte, després que OpenAI anunciés que es convertiria en una organització amb ànim de lucre.